# Virgilio Guidi
Pour les articles homonymes, voir Guidi.
Virgilio Guidi (Rome, 4 avril 1891 – Venise, janvier 1984) est un peintre, un poète et un essayiste italien contemporain.

## Biographie
D'un père sculpteur de métier et archéologue et poète par passion, Virgilio Guidi  est l'aîné de ses neuf enfants.
En 1914, il adhère au groupe de la  Secessione Romana.
En 1920, 1922 et 1924, il participe aux  XII, XIII et XIV Biennales de Venise, et expose avec  Carlo Carrà, Giorgio De Chirico, Giorgio Morandi et Ardengo Soffici.

## Œuvres picturales
- La visita (1922), collection privée, Milan[1].
- La donna delle uova (1922)[1],
- Il tram (1922)[1],
- La Giudecca (1928)[1],
- La Cavalcata (1930)[1],
- La Studentessa (1939)[1],
- Soffitto, Marina spaziale, Calderara Foundation Collection, Milan.
- Figure nello spazio, Marina, Laguna, Gallerie di Palazzo Leoni Montanari, Vicence.
- Autoportrait, galerie des autoportraits du corridor de Vasari de la Galerie des Offices, Florence[2].